# خريطة طريق بالي
بعد مؤتمر الأمم المتحدة للتغير المناخي 2007 في جزيرة بالي في إندونيسيا في ديسمبر 2007. اعتمدت الدول المشاركة خريطة طريق بالي (بالإنجليزية: Bali Road Map)‏ باعتبارها عملية مدتها سنتان لوضع اللمسات الأخيرة على اتفاق ملزم في عام 2009 في كوبنهاغن. خارطة الطريق هي مجموعة من القرارات التطلعية التي تمثل العمل الذي يجب القيام به في إطار مفاوضات مختلف المسارات الأساسية لبلوغ مستقبل مناخي آمن. والتي ترسم مسار تفاوض حول عملية جديدة مصممة لمعالجة تغير المناخ بهدف إتمام التفاوض بحلول عام 2009. تشمل أيضاً مفاوضات (فريق العمل المخصص لدراسة الالتزامات الإضافية للأطراف المدرجة في المرفق الأول بموجب بروتوكول كيوتو AWG-KP)، وإطلاق صندوق التكيف، نطاق ومحتوى استعراض المادة 9 من بروتوكول كيوتو، وكذلك القرارات بشأن نقل التكنولوجيا وبشأن خفض الانبعاثات الناتجة عن إزالة الغابات.